# 縫殿寮
縫殿寮（ぬいどのりょう。ぬいどののつかさ。ぬいづかさ。ぬいりょう。ぬい。）は、律令制における中務省管下の女官人事・裁縫監督機関である。

## 沿革・職掌
縫殿寮は宮中用衣服製造の監督と後宮女官の人事を主な職掌としていた。前身は内蔵衣縫造（きぬぬいのみやつこ）とされる。「内蔵」は令制以前の皇室の倉庫であり、また後宮関係事務も皇室と関わりが深い。よってこの機関は国家の統治機関としての役割よりも皇室の家政機関としての役割が大きかったと考えられる。
令制初期の奈良時代には衣服製造は後宮の縫司に行わせていたが､平安時代になり大同3年（808年）に大蔵省縫部司を併合すると衣服生産も縫殿寮自ら行うようになった。縫部司の前身は大蔵衣縫造（おおくらのきぬぬいのみやつこ）で官人の衣服製造が主な職掌であったため併せて生産するようになり家政機関的性格が薄れた。さらに11世紀後半になると天皇の衣服を生産する御服所が内蔵寮頭邸に創設され次いで貴族や院のところにも御服所が設置されるに及び縫殿寮はほぼ有名無実と化した。

## 縫司
縫司（ぬいのつかさ）は令義解第6巻で後宮職員の一つとして記されている。
「尚縫一人、衣服の裁縫、纂組（組紐）の事を掌り、兼ねて女功および朝参を知る」とあり、さらに尚縫と同じ職務に典縫二人をおき、掌縫四人は命婦の参見朝会引導をつかさどった。

## 糸所
9世紀後半になると縫殿寮の別所（分局）として糸所が設けられた。糸所の職掌は糸を紡ぐことであり、多くの女官が働いていたらしい。

## 職員
縫殿寮
- 頭（従五位下相当）　一名
- 助（従六位上相当）　一名
- 允（従七位上相当）　一名
  - のち大允と少允に分ける
- 大属（従八位下相当）一名
- 少属（大初位上相当）一名

- 史生　新設
- 寮掌　新設

- 使部
- 直丁

- 染師　新設のち808年（大同3年）廃止
- 縫部　縫部司より移管
- 染手　縫部司より移管

糸所
- 預　　一名
- 官人代一名
- 女孺
- 刀自